# Quest (filme de 1996)
Quest é um filme de animação em curta-metragem alemão de 1996 dirigido e escrito por Tyron Montgomery. Venceu o Oscar de melhor curta-metragem de animação na edição de 1997.